# 무쓰모리타역
무쓰모리타역(일본어: 陸奥森田駅)은 일본 아오모리현 쓰가루시에 위치한 동일본 여객철도 고노 선의 철도역이다. 단선 승강장 1면 1선의 구조를 갖춘 지상역이다.

## 이용 현황
| 승차 인원 추이 | 승차 인원 추이 |
| 연도           | 1일 평균       |
| -------------- | -------------- |
| 2000           | 138            |
| 2001           | 138            |
| 2002           | 136            |
| 2003           | 127            |
| 2004           | 118            |
| 2005           | 120            |
| 2006           | 102            |
| 2007           | 103            |
| 2008           | 95             |
| 2009           | 98             |
| 2010           | 97             |
| 2011           | 92             |
| 2012           | 83             |
| 2013           | 80             |
| 2014           | 83             |

## 역 주변
- 국도 제101호선
- 쓰가루 시청 모리타 지소

## 역사
- 1924년 10월 21일 : 니시쓰가루 군 모리타 촌에 개업.
- 1986년 11월 1일 : 전자 폐색 도입에 의해 아지가사와 역 - 고쇼가와라 역간 1폐색화에 의해 운전 취급 폐지, 간이위탁화.
- 1987년 4월 1일 : 일본국유철도 분할 민영화에 의해, 동일본 여객철도가 승계.

## 인접 역
| 동일본 여객철도 고노 선    | 동일본 여객철도 고노 선 | 동일본 여객철도 고노 선 |
| -------------------------- | ----------------------- | ----------------------- |
| 고시미즈 히가시노시로 방면 | 고노 선                 | 나카타 가와베 방면      |